# Grid Wars
Grid Wars (och Grid Wars 2) är ett spel skapat av Mark Incitti och fanns att ladda ned från hans webbplats. Spelet liknar Geometry Wars och många andra spel som var populära på 1980-talet (till exempel Tempest, Asteroids).
Mark har nu tagit bort spelet från sin webbplats eftersom Bizarre Creations/Microsoft i ett hotfullt brev hävdar att spelet skulle vara en klon av deras Geometry Wars. Trots detta finns spelet fortfarande att ladda ner från många andra webbplatser.